# Jungfrau Park
Jungfrau Park là một công viên giải trí nằm gần Interlaken, Thụy Sĩ. Nó được mở cửa dưới tên gọi Mystery Park vào năm 2003, và đóng cửa vào tháng 11 năm 2006 do những khó khăn tài chính và doanh thu thấp. Công viên được thiết kế bởi Erich von Däniken, và bao gồm bảy gian hàng, mỗi gian khám phá một trong những "bí ẩn" lớn của thế giới.
Von Däniken cho mở công viên chủ đề này để trình bày những diễn giải của ông về những bí ẩn chưa được giải quyết liên quan đến sự sống ngoài Trái Đất mà ông tin rằng đã diễn ra trên khắp thế giới.  Từ năm 2009, nó thường xuyên mở cửa trở lại vào mùa hè với tên Jungfrau Park.

## Gian hàng
- Nazca khám phá những hình vẽ trên cao nguyên Nazca gần Nazca, Peru.
- Contact khám phá tục tôn thờ vật phẩm.
- MegaStones khám phá Stonehenge.
- Maya khám phá lịch Maya.
- Orient khám phá Đại kim tự tháp Giza.
- Vimana khám phá Vimana (cung điện và xe ngựa chiến bay) được mô tả trong Mahabharata và Rigveda.
- Challenge bao trùm du hành không gian và thăm dò Sao Hỏa.

Panorama Kugel là gian hàng trung tâm, đứng đầu bởi một quả cầu cao 41 mét, từ đó có thể nhìn thấy khuôn viên của công viên. "Kugel" có khu trưng bày các tác phẩm của von Däniken. Erich von Däniken đã sử dụng các gian hàng khác nhau để thể hiện các tác phẩm mà ông tin rằng người ngoài hành tinh đã có trên các cổ vật. Cuốn sách Chariots of the Gods? giải thích ý tưởng của ông trên mỗi gian hàng này và làm thế nào tất cả chúng đều được liên kết với các chuyến thăm từ ngoài vũ trụ.

## Tranh cãi
Von Däniken là người ủng hộ người ngoài hành tinh có ảnh hưởng đến Trái Đất và ông đã viết sách về chủ đề này. Tất cả các điểm tham quan đều ủng hộ rất nhiều ý tưởng về các chuyến thăm của người ngoài hành tinh đến Trái Đất.
Mystery Park đã được dán nhãn là "Chernobyl văn hóa" bởi thành viên Học viện Khoa học Kỹ thuật Thụy Sĩ Antoine Wasserfallen thường được tờ báo Thụy Sĩ Le Temps và các phương tiện truyền thông khác dẫn lời. Công ty đường sắt liên bang Thụy Sĩ (SBB) đã quảng cáo cho công viên và bán vé kết hợp.
Tranh cãi lại nổ ra vào tháng 8 năm 2005 khi Erich von Däniken quyết định tổ chức một triển lãm đặc biệt về vòng tròn đồng ruộng và cũng là một "cuộc thi tạo vòng tròn đồng ruộng." Khi cuộc thi không có người tham gia, công viên đã ủy thác địa chính viên và họa sĩ Vitali Kuljasov tạo ra một vòng tròn đồng ruộng phức tạp trên một cánh đồng gần lối vào công viên. Một webcam (có khả năng tạo ra hình ảnh tĩnh nhưng không phải video) đã được thiết lập và hướng vào cánh đồng, nhằm ghi lại kỹ thuật của Kuljasov. Đêm trước khi Kuljasov tạo ra vòng tròn của mình, một vòng tròn khác xuất hiện trên cánh đồng. Một số nhà điều tra huyền bí đã đến Mystery Park, kiểm tra vòng tròn đồng ruộng và kết luận rằng đó rõ ràng là do con người tạo ra do "những sai lầm rõ ràng và sự thực hiện quanh co." (Jay Goldner, một nhà điều tra vòng tròn đồng ruộng từ Vienna, là người không đồng tình duy nhất.)
Các bức ảnh từ webcam cho thấy rất ít về những gì diễn ra trong đêm đó do bóng tối và góc quay camera. Các nhà điều tra lưu ý sự xuất hiện của đèn pha ô tô đến và rời đi trong khoảng thời gian vòng tròn đồng ruộng được thực hiện theo ước tính. Sự đồng thuận là vòng tròn được tạo ra bởi những người chơi khăm không xác định.

## Thất bại của Mystery Park
Mùa đông năm 2004, công viên và sự hỗ trợ của chính phủ bị kênh tin tức SRG SSR idée suisse chỉ trích nặng nề. Do những kỳ vọng thất bại dự kiến 500.000 khách mỗi năm khi năm 2005 chỉ có 200.000 lượt ghé thăm công viên, Mystery Park đã rơi vào tình trạng khó khăn về tài chính. Hoạt động của công viên bị đình chỉ vào ngày 19 tháng 11 năm 2006.
Các nhà phê bình cũng cho rằng sự thất bại của công viên vì những lý do khác: Một số trích dẫn những thành kiến của von Däniken về sự tương tác của người ngoài hành tinh với các nền văn minh cổ đại. Mặc dù những ý tưởng này hoạt động tốt cho cuốn sách và phim tài liệu của ông, nhưng chúng ít hấp dẫn hơn đối với khách tham quan công viên chủ đề.

## Mở lại
Ngày 16 tháng 5 năm 2009, công viên được đổi tên thành Jungfrau Park và được mở lại bởi chủ sở hữu mới, New Inspiration Inc., cho mùa hè với hy vọng thu hút ít nhất 500 du khách mỗi ngày cho đến ngày 1 tháng 11. Vào tháng 6, một thiên đường dành cho trẻ em (tiếng Đức: Kinderparadies) diễn ra theo đúng tiến độ. Nó đã mở một lần nữa cho mùa năm 2010.